# Lagoa do Paul

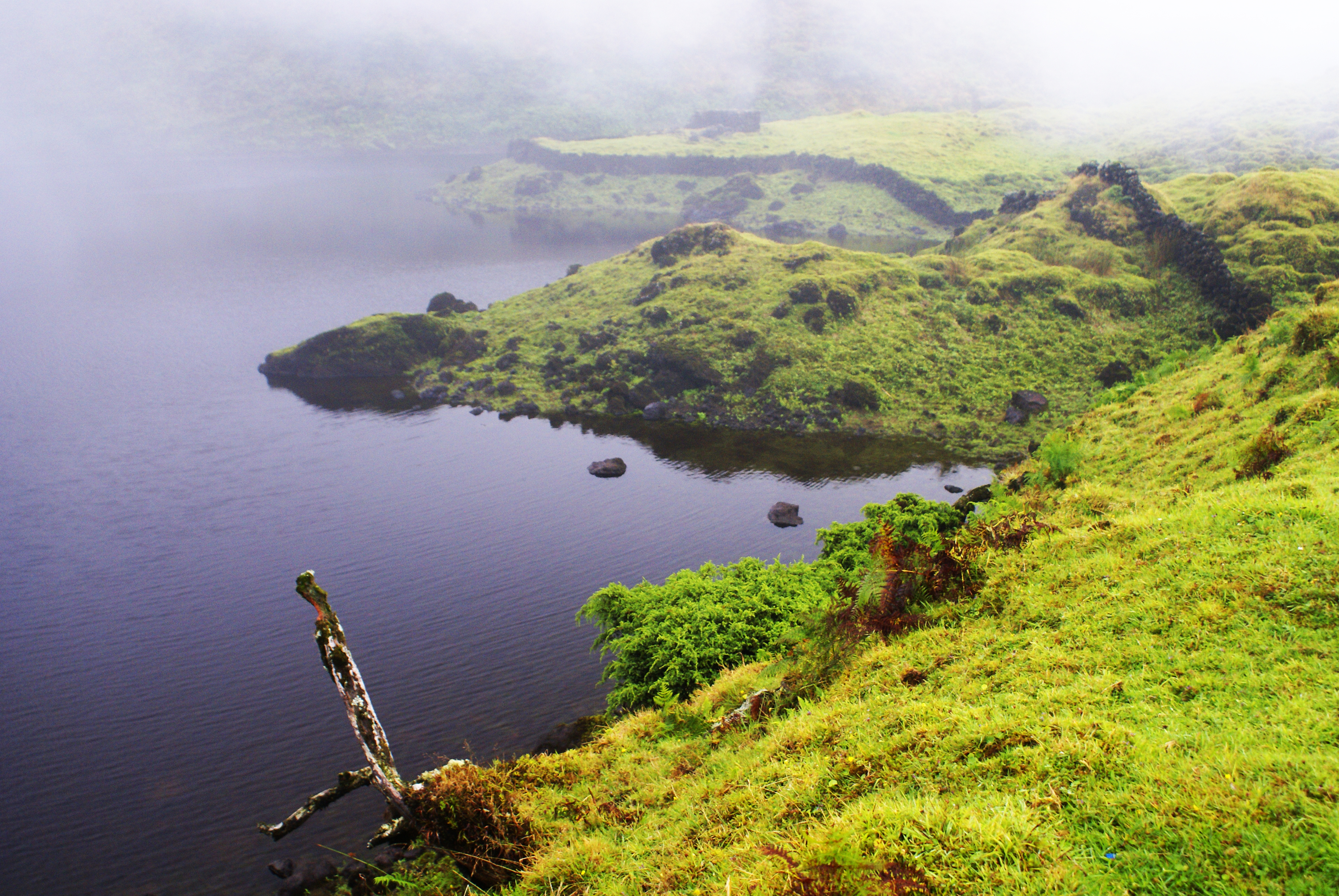
Lagoa do Paul, envolvencias.

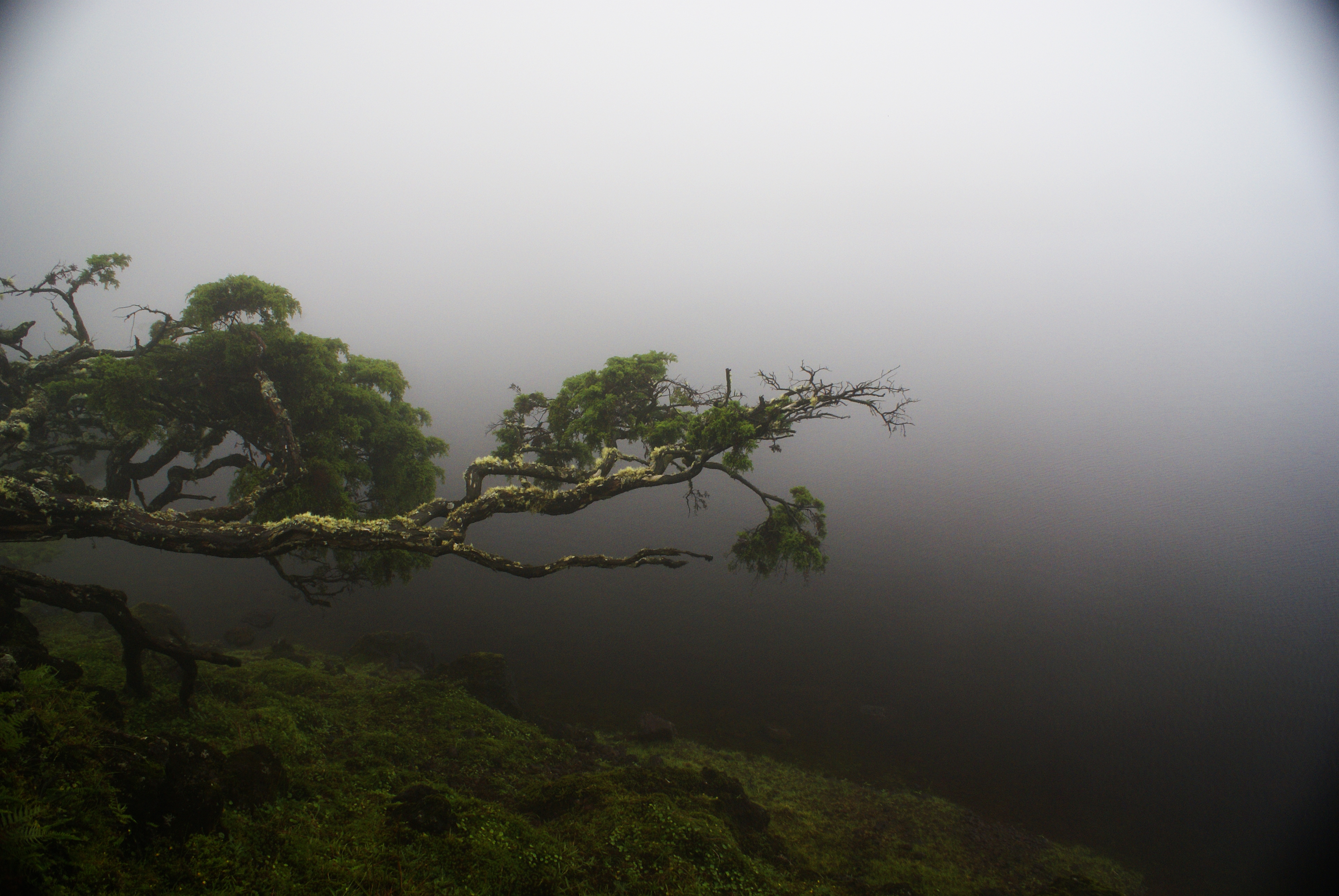
Lagoa do Paul, por entre as brumas.

A Lagoa do Paul é uma lagoa portuguesa, localizada na ilha açoriana do Pico, na localidade da Ribeirinha,  município das Lajes do Pico.
Esta lagoa localizada a cerca de 790 metros de altitude, próxima da elevação do Topo e da Caldeira de Santa Bárbara, na área de abrangência da Reserva Florestal Natural Parcial do Caveiro.
Devido à sua elevada altitude, 1007 metros, provoca condensação nas suas encostas, contribuindo para a manutenção do lençol de água da lagoa.

## Galeria

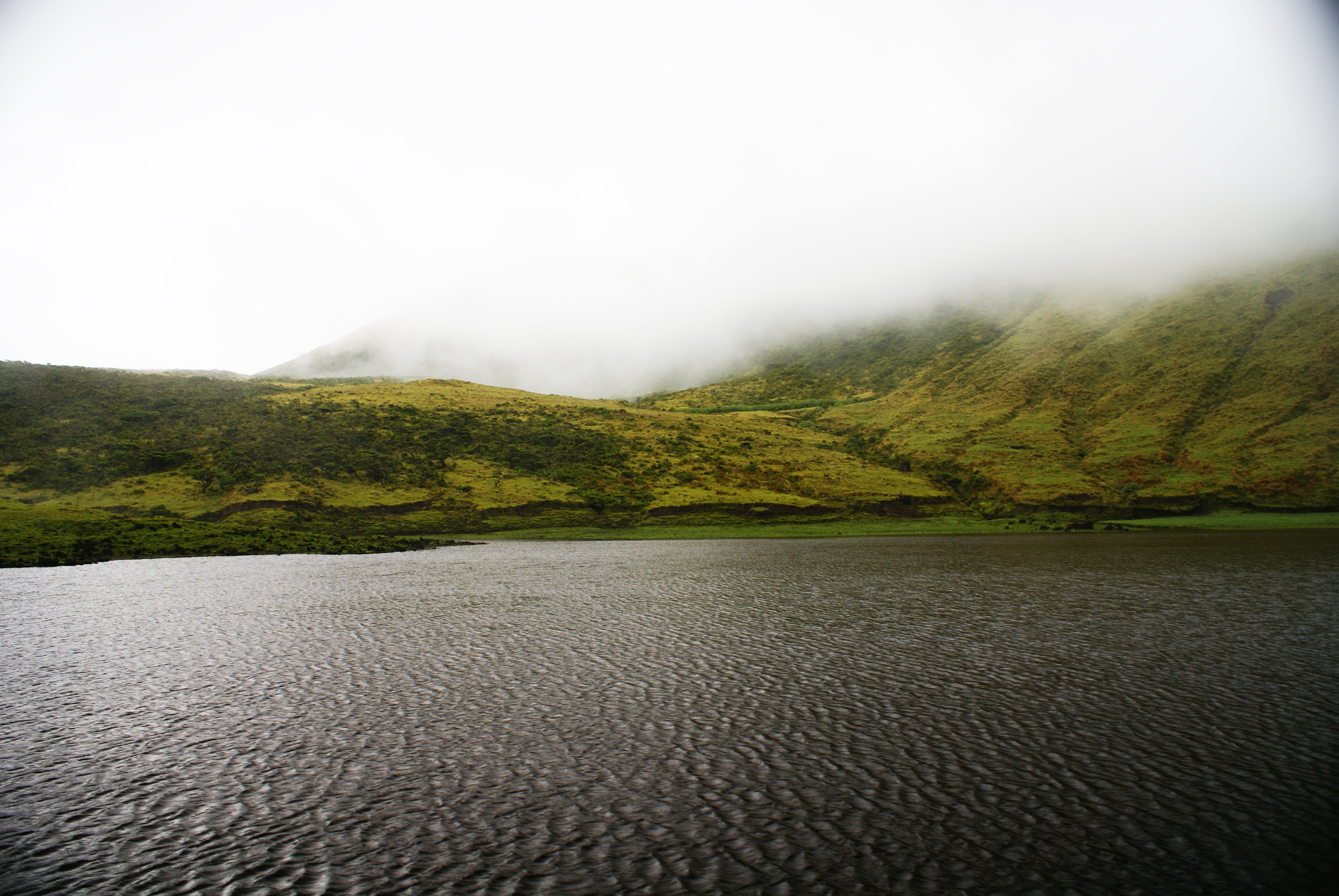
Lagoa do Paul, os nevoeiros descem das serras